# Chemnitz (Familienname)
Chemnitz ist ein deutscher Familienname.

## Namensträger
- Aage Chemnitz (1927–2006), grönländischer Kaufmann
- Aaja Chemnitz (* 1977), grönländische Politikerin (Inuit Ataqatigiit)
- Asii Chemnitz Narup (* 1954), grönländische Politikerin
- Bogislaw Philipp von Chemnitz (1605–1678), deutsch-schwedischer Rechtswissenschaftler und Historiker
- Carsten Chemnitz (* 1989), deutscher Rapper, siehe Felix Kummer
- Christian Chemnitz (1615–1666), deutscher Theologe
- Erich Chemnitz (1891–1981), deutsch-Schweizer Fußballschiedsrichter, -funktionär und Sportjournalist
- Franciscus Chemnitz (1609–1656), deutscher Militärarzt
- Franz von Chemnitz (1656–1715), deutscher Jurist und Richter
- Gudrun Chemnitz (1928–2004), grönländische Frauenrechtlerin, Lehrerin, Radiojournalistin und Übersetzerin
- Guldborg Chemnitz (1919–2003), grönländische Dolmetscherin, Politikerin und Frauenrechtlerin
- Hellmuth Chemnitz (1903–1969), deutscher Bildhauer
- Jacob Chemnitz (* 1984), dänischer Badmintonspieler
- Jens Chemnitz (1853–1929), grönländischer Pastor
- Jens Christian Chemnitz (1935–2005), grönländischer Geistlicher
- Joachim Chemnitz (1600–1663), kurbrandenburgischer Kammergerichtsrat und Konsistorialpräsident
- Johann Chemnitz (Botaniker) (1610–1651), deutscher Arzt und Botaniker
- Johann Friedrich Chemnitz (1611–1686), deutscher Jurist, Archivar und Historiker
- Johann Hieronymus Chemnitz (1730–1800), deutscher Theologe und Naturforscher
- Jørgen Chemnitz (Politiker) (1890–1956), grönländischer Landesrat und Dolmetscher
- Jørgen Chemnitz (Intendant) (1923–2001), grönländischer Intendant und Lehrer
- Jørgen Chemnitz (Fotograf) (* 1957), grönländischer Fotograf
- Karl Chemnitz (1884–1965), grönländischer Pastor
- Kathrine Chemnitz (1894–1978), grönländische Frauenrechtlerin
- Lars Chemnitz (1925–2006), grönländischer Politiker und Lehrer
- Martin Chemnitz (Theologe) (1522–1586), deutscher lutherischer Theologe und Reformator
- Martin Chemnitz (der Ältere) (1561–1627), deutscher Rechtsgelehrter und Hofbeamter in pommerschen und schleswig-holsteinischen Diensten
- Martin Chemnitz (der Jüngere) (1596–1645), deutscher Jurist und Diplomat in schwedischen Diensten
- Matthäus Friedrich Chemnitz (1815–1870), deutscher Jurist und Dichter
- Matthias Chemnitz (1537–1599), deutscher Jurist, Vizekanzler und Konsistorialpräsident im Kurfürstentum Brandenburg
- Walter Chemnitz (Politiker, 1901) (1901–1947), deutscher Politiker (KPD)
- Walter Chemnitz (Politiker, 1907) (1907–1957), deutscher Politiker (KPD/SED) und Wirtschaftsfunktionär